# Sigurd Paul Scheichl
Sigurd Paul Scheichl (* 11. Januar 1942 in Innsbruck) ist ein österreichischer Literaturwissenschaftler und Hochschullehrer. Scheichl war Vorstand des Instituts für Germanistik an der Universität Innsbruck.

## Leben und Werk
Sigurd Paul Scheichl wuchs in Kufstein auf. Nach der Matura vollendete er sein Studium der Germanistik und Anglistik in Innsbruck und Wien und war als Fulbright-Stipendiat an der University of Kansas in den USA. Während seines Studiums wurde er 1959 Mitglied der Burschenschaft Germania Innsbruck. Von 1967 bis 1971 hatte er die Stelle eines Lektors für Deutsch an der Universität Bordeaux inne. Seit 1971 lehrte er am Institut für Germanistik der Universität Innsbruck. Am 30. März 1973 wurde Scheichl unter den Auspizien des Bundespräsidenten an der Universität Innsbruck promoviert. Nach Gastdozenturen an der Universität Graz sowie in Dakar (Senegal) wirkte Scheichl seit 1992 als ordentlicher Professor für Österreichische Literaturgeschichte und Allgemeine Literaturwissenschaft in Innsbruck. Er ist Mitglied der Grazer Autorenversammlung sowie Mitbegründer und zeitweise Mitherausgeber der Tiroler Literaturzeitschrift Inn. Von 1999 bis 2005 war Scheichl Präsident des literarischen Vereins Bücherwürmer in Lana (Südtirol).
Scheichl arbeitet vornehmlich über die Literatur in Österreich im 19. Jahrhundert (unter Einbeziehung kulturpolitischer Aspekte), sein besonderes Augenmerk richtet er dabei auf Karl Kraus, Grillparzer und Nestroy. Darüber hinaus betreibt er Zeitschriftenforschung, die sprachliche Analyse literarischer Texte und Studien zum Judentum und zu Antisemitismus in der Literatur.

## Schriften (Auswahl)
- Kommentierte Auswahlbibliographie zu Karl Kraus. Edition Text + Kritik, München 1975, ISBN 3-921-40209-3.
- mit Emil Brix (Hrsg.): „Dürfen’s denn das?“ Die fortdauernde Frage zum Jahr 1848. Passagen-Verlag, Wien 1999, ISBN 3-85165-355-6.
- (Hrsg.): Große Literaturkritiker. Studien-Verlag, Innsbruck [u. a.] [ca. 2010], ISBN 978-3-7065-4845-8.
- Zur Aktualität von Karl Kraus’ „Letzten Tagen der Menschheit“. Ein Vortrag. Verlag Bibliothek der Provinz, Edition Seidengasse, Weitra 2012, ISBN 978-3-9902803-4-8.
- Literatur in Österreich und Südtirol. Ein Panorama in 30 Aufsätzen. Hrsg.: Michael Pilz und Dirk Rose. Innsbruck University Press, Innsbruck 2022, ISBN 978-3-901064-59-3.